# Emil Kałużniacki

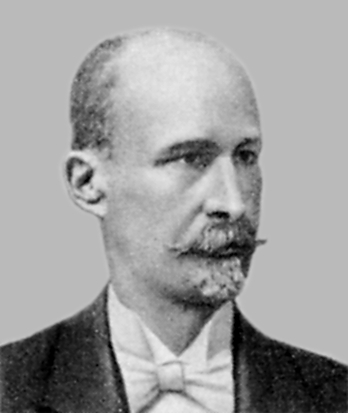
Emil Kałużniacki

Emil Kałużniacki (* 11. Januar 1845 in Turze; † 3. Juli 1914 in Czernowitz) war ein Slawist.

## Leben
Emil Kałużniacki studierte Slavische Philologie und wurde o. Professor an der 
Franz-Josephs-Universität Czernowitz. 1889/90 war er Rektor der Universität. In seiner Rektoratsrede sprach er Ueber die hauptsächlichen Entwicklungen der slavischen Philologie von der ältesten Zeit bis auf die Gegenwart. Auf seine Anregung wurde eine Münz- und Antikensammlung angelegt, die im Juli 1890 eröffnet wurde.
1891 wurde er zum korrespondierenden Mitglied der Russischen Akademie der Wissenschaften gewählt.

## Schriften (Auswahl)
- mit Franz von Miklosich: Über die Wanderungen der Rumunen in den dalmatinischen Alpen und den Karpaten, 1880.
- Kleinere altpolnische Texte aus Handschriften des 15. und des Anfangs des 16. Jahrhunderts, 1882. GoogleBooks
- Beiträge zur älteren Geheimschrift des Slaven, 1883.
- Die polnische Recension der magdeburger Urtheile und die einschlägigen deutschen, lateinischen und czechischen Sammlungen, 1886. GoogleBooks
- Zur älteren Paraskevalitteratur der Griechen, Slaven und Rumänen, 1899. GoogleBooks
- Aus der panegyrischen Litteratur der Südslaven, 1901. GoogleBooks
- Werke des Patriarchen von Bulgarien Euthymius, Wien 1901. Volltext